# Pisba
Pisba è un comune della Colombia facente parte del dipartimento di Boyacá.
Il centro abitato venne fondato da un gruppo di missionari gesuiti nel 1629.